# American Pie 2
American Pie 2 är en amerikansk komedifilm som hade biopremiär i USA den 10 augusti 2001, i regi av James B. Rogers, med Jason Biggs, Chris Klein, Eddie Kaye Thomas, Seann William Scott och Thomas Ian Nicholas i huvudrollerna. Det är den andra filmen i originalserien om American Pie.

## Handling
Filmen handlar om de fyra vännerna Jim, Kevin, Finch och Oz samt Stifler som nu planerar att ha en stor sommarfest (det är deras första sommar efter college) på en strand i samma hus som Kevins storebror hade sin sommarfest fyra år tidigare. Kevin är förvirrad utan Vicky, som han fortfarande umgås med men som han inte längre är ihop med. Nadia kommer till festen vilket gör Jim desperat så att han ber Michelle om hjälp för att lösa sina sexuella bekymmer. Stifler bjuder sin lillebror till festen och Finch hyser hopp om att ännu en gång få träffa Stiflers mor. Oz är trogen sin flickvän som är bortrest och befinner sig i Spanien. I filmen läggs större vikt på Jim och Michelle, som låtsas vara ihop för att Nadia inte ska förvänta sig att ha sex med Jim innan hans penis har återhämtat sig från det lilla äventyret den råkat ut för tidigare. När Jim är redo att ligga med Nadia, ”gör han slut” med Michelle, men inser snart att han är förälskad i henne och inleder ett riktigt förhållande.
I slutet av filmen visas många av vännerna ligga med bekanta (och inte så bekanta) människor. Jim är med Michelle och Oz är med Heather, precis som i den första filmen. Sherman ger upp hoppet att bli framgångsrik bland det motsatta könet men den förkastade Nadia som just ville ha Jim för att han var en nörd, tänder på "Sherminatorn" och har sex med honom. För Stifler slutar kvällen i sängen med två kvinnor han tidigare trodde var lesbiska. Kevin ligger inte med någon, men han verkar ha kommit över Vicky. Finch tillbringar natten pratande med flera tjejer men han ligger inte med någon av dem. Morgonen därpå anländer Stiflers mor och filmen slutar med att hennes bil visas i utkanten av vägen där hon och Finch har sex för andra gången.
Filmen hade Sverigepremiär den 26 oktober 2001.

## Rollista (i urval)
- Jason Biggs – Jim Levenstein
- Chris Klein – Chris (Oz) Ostreicher
- Thomas Ian Nicholas – Kevin Myers
- Shannon Elizabeth – Nadia
- Alyson Hannigan – Michelle Flaherthy
- Tara Reid – Victoria (Vicky)
- Mena Suvari – Heather
- Eddie Kaye Thomas – Paul Finch
- Seann William Scott – Steve Stifler (Stifmeister)
- Eugene Levy – Jims pappa
- Jennifer Coolidge – Stiflers mamma
- Natasha Lyonne – Jessica
- Chris Owen – Chuck Sherman (Sherminator)
- Joelle Carter – Natalie
- Larry Drake – Natalies pappa
- Lee Garlington – Natalies mamma
- Adam Brody – high school-kille

### Fotnoter
1. ↑  ”American Pie 2” (på engelska). Box Office Mojo. 10 augusti 2001. http://www.boxofficemojo.com/movies/?id=americanpie2.htm. Läst 10 september 2016.
2. ↑  ”American Pie 2”. Svensk filmdatabas. 26 oktober 2001. http://www.sfi.se/sv/svensk-filmdatabas/Item/?type=MOVIE&itemid=46942. Läst 10 september 2016.